# ザ・ウィドウ 〜真実を求めて〜
『ザ・ウィドウ 〜真実を求めて〜』（ザウィドウ しんじつをもとめて、The Widow）はハリーとジャックのウィリアムズ兄弟によって創作された、ITVとAmazonビデオの共同製作によるイギリスのテレビドラマシリーズである。シリーズは2019年3月1日にAmazonビデオでリリースされた。

## キャスト
- ケイト・ベッキンセイル（日本語吹替版：斎藤恵理） - ジョージア・ウェルズ : 3年前に夫を航空機事故で亡くしたイギリス人の未亡人、元軍人
- チャールズ・ダンス - マーティン :ジョージアの友人の元イギリス軍諜報部員[5]
- マシュー・グラヴェル（日本語吹替版：片山公輔） - ウィル : ジョージアの夫、NGOに勤務していた航空機事故の犠牲者[5]
- アレックス・キングストン（日本語吹替版：阿部彬名） - ジュディス : NGOを経営するイギリス人[5]
- バブス・オルサンモクン（日本語吹替版：中西正樹） - アジキウェ : コンゴ空軍の元将軍[5]
- ジャッキー・イド（日本語吹替版：松田修平） - エマニュエル :NGO勤務のコンゴ人[5]
- バート・フーシェ（日本語吹替版：長野伸二） - ピーター : 傭兵で密輸業者[5]
- オラフル・ダッリ・オラフソン（日本語吹替版：井川秀栄） - アリエル : 盲目のアイスランド人で航空機事故の犠牲者[5]
- Réginal Kudiwu - ジャンバ : アジキウェの手下[5]
- Luiana Bonfim - ガエル : エマニュエルの元妻、航空機事故の犠牲者
- ルイーズ・ブリーリー（日本語吹替版：坂本悠里） - ベアトリクス : 盲目の女性
- Shalom Nyandiko（日本語吹替版：高宮彩織） - アディジャ : コンゴの少女民兵

## あらすじ
過去と現在のシーンが交互に描かれる。
ジョージアは3年前のアフリカでの航空機事故で夫ウィルを亡くした未亡人で元軍人である。ある日ニュース映像で夫の姿らしきものを見かけて再び希望を取り戻し、友人のマーティンの助けを得てコンゴに飛び、現地では夫の勤務先のNGOのジュディスやエマニュエルらの助けを得て夫を探す。夫と同じ写真に写った男ピーターを追うが、エマニュエルは殺され、自らも危険にさらされる。
盲目の男アリエルは治療に訪れたイギリスで同じく盲目のベアトリクスと知り合う。航空機事故に遭遇したのち、他の生存者が殺されたために身分を偽ってきたと打ち明ける。マーティンはアリエルがウィルと同じ航空機に乗っていたことを突き止め、乗客の将軍を暗殺するために飛行機が爆破されたことを聞き出す。二人はコンゴに来る。
ジョージアはピーターを見つけ、彼とジュディスが鉱物の密輸で共謀していたことを知った後に殺してしまう。ピーターの配下にいた民兵の少女アディジャを連れ出す。
ジュディスとアリエルはアジキウェ将軍の部下に殺される。ジョージアはウィルに再会し、ジュディスがアジキウェと組んで密輸に手を染めていたこと、それを知ったウィルがジュディスを恐喝していたこと、アジキウェとジュディスが対立する将軍とウィルをまとめて始末しようとし、ウィルはそれ以来ピーターの助けでジュディスから隠れていたことを告白される。ジョージアはウィルの現地の妻グロリアを目にして去る。
ジョージアはマーティンと共に帰国する直前に思いとどまり、正義を為すためにアジキウェ将軍の犯行を航空機事故の遺族たちに公開し、これが騒動となって将軍は自殺する。ウィルは密輸事件を当局に自白し、死を偽装していたジュディスは逮捕される。帰国したジョージアの前に、マーティンがアディジャを連れてくる。

## エピソード
| 通算 話数 | タイトル                                | 監督                       | 脚本                                         | 公開日       |
| --------- | --------------------------------------- | -------------------------- | -------------------------------------------- | ------------ |
| 1         | "手がかりはテキーラ" "Mr. Tequila"      | サミュエル・ドノヴァン     | ハリー・ウィリアムズ、ジャック・ウィリアムズ | 2019年3月1日 |
| 2         | "緑のライオン" "Green Lion"             | サミュエル・ドノヴァン     | ハリー・ウィリアムズ、ジャック・ウィリアムズ | 2019年3月1日 |
| 3         | "ミカエル" "The Survivors"              | サミュエル・ドノヴァン     | ハリー・ウィリアムズ、ジャック・ウィリアムズ | 2019年3月1日 |
| 4         | "ヴァイオレットのV" "Violet"            | サミュエル・ドノヴァン     | ハリー・ウィリアムズ、ジャック・ウィリアムズ | 2019年3月1日 |
| 5         | "喪失の連鎖" "Poteza"                   | オリヴァー・ブラックバーン | ハリー・ウィリアムズ、ジャック・ウィリアムズ | 2019年3月1日 |
| 6         | "絡みあった糸" "The Spider and the Web" | オリヴァー・ブラックバーン | ハリー・ウィリアムズ、ジャック・ウィリアムズ | 2019年3月1日 |
| 7         | "告白" "Will"                           | オリヴァー・ブラックバーン | ハリー・ウィリアムズ、ジャック・ウィリアムズ | 2019年3月1日 |
| 8         | "逃げ出した犬" "Nigel"                  | オリヴァー・ブラックバーン | ハリー・ウィリアムズ、ジャック・ウィリアムズ | 2019年3月1日 |